# Saison-Quadrille
Saison-Quadrille, op. 283, är en kadrilj av Johann Strauss den yngre. Den spelades första gången den 5 maj 1864 i Pavlovsk i Ryssland.

## Historia
I början av april 1864 förberedde sig Johann Strauss att åka iväg till sin årliga konsertturné till Ryssland. När han fick reda på att en välgörenhetskonsert skulle äga rum i Redouten-Saal i Hofburg till förmån för de sårade soldaterna i det Dansk-tyska kriget satte han snabbt samman en kadrilj baserad på musik från scenverk från teatersäsongen i Wien 1863/64. Det ursprungliga datumet för konserten fick dock skjutas upp och Strauss var tvungen att åka iväg på sin turné och tog med sig kadriljen till Ryssland. När Strauss öppnade konsertsäsongen i Pavlovsk utanför Sankt Petersburg återfanns kadriljen på programmet. 

## Om kadriljen
Speltiden är ca 5 minuter och 38 sekunder plus minus några sekunder beroende på dirigentens musikaliska tolkning.

## Weblänkar
- Saison-Quadrille i Naxos-utgåvan.